# الكوكب التاسع
الكوكب التاسع هو كوكب افتراضي في المنطقة الخارجية من النظام الشمسي. تُفسّر آثاره الثقالية التجمع غير العادي لمدارات مجموعة الأجرام  خلف نبتون، وتدور الأجسام خلف نبتون حول الشمس بمتوسط مسافات تبلغ أكثر من 250 مرة المسافة بين الأرض والشمس. تميل هذه الأجرام  في قطاع واحد في أكبر اقتراب لها من الشمس، ونفس الميلان بالنسبة لمداراتها. تشير هذه الانحيازات غير المحتملة إلى أنه ربما يوجه هذا الكوكب غير المكتشف مدارات معظم الأجسام البعيدة في النظام الشمسي.
تُقدّر كتلة هذا الكوكب المفترض (حجمه أكبر من حجم الأرض) من خمسة إلى عشرة أضعاف كتلة الأرض، وبنصف محور رئيسي يصل إلى 400 إلى 800 مرة من المسافة بين الأرض والشمس. يُشير قسطنطين باتيجين و مايكل براون أنه من الممكن أن يكون الكوكب التاسع نواة لكوكب عملاق طرده المشتري من مداره الأصلي خلال نشأة النظام الشمسي. يقترح آخرون أنّ هذا الكوكب استوليَ عليه من نجم آخر، إذ كان كوكباً رحالاً أو يتيماً تشكل في مدار بعيد ثم سحبه نجم عابر إلى مدار شاذ. 
لم يُعلن عن أرصاد جديدة للكوكب التاسع منذ سبتمبر 2019، إذ لم تكتشف ماسحات السماء مثل مستكشف الأشعة تحت الحمراء عريض المجال «وايس» و نظام الاستجابة السريع و تلسكوب المسح البانورامي «بان ستاررس» الكوكب التاسع، ولكنها لم تستبعد وجود جرم بقطر كوكب نبتون في النظام الشمسي الخارجي. تعتمد قدرة ماسحات السماء السابقة في اكتشاف الكوكب التاسع على موقعها وخصائصها. مازالت المسوحات الأخرى في المناطق المتبقية جارية باستخدام وايس وتلسكوب سوبارو ذي مرآة بقطر 8 أمتار. سيظل وجود الكوكب التاسع تخمينًا فقط ما لم يُرصد. اقترحت العديد من النظريات البديلة لشرح التجمعات المرصودة من الأجسام الواقعة خلف نبتون.

## تاريخه
بعد اكتشاف نبتون في العام 1846، كان هنالك الكثير من التكهنات لاحتمالية وجود كوكب خلف مداره، تنبأت أشهر النظريات بوجود كوكب بعيد يؤثر على مدارات أورانوس ونبتون. تنبأ بيرسيفال لويل بعد حسابات موسعة بالمدار والموقع الممكنين للكوكب المفترض الموجود وراء نبتون، وبدأ أبحاث موسعة لهذا الغرض في عام 1906. أطلق على هذا الجسم الافتراضي اسم الكوكب إكس، وهو الاسم الذي استخدمه غابرييل داليت سابقاً. ثم أكمل كلايد تومبو أبحاث لويل واكتشف بلوتو في عام 1930. ولكنه سرعان ما قرر أنه صغير جداً ليكون الكوكب إكس الذي تنبأ به لويل. وبعد تحليق فوياجر 2 بالقرب من نبتون عام 1989، حُدد الاختلاف بين توقعات أورانوس والمدار المرصود وسببها هو استخدام كتلة غير دقيقة لنبتون سابقاً.
تعود محاولات اكتشاف الكواكب خلف نبتون بالطرق غير المباشرة مثل الاضطراب المداري إلى ما قبل اكتشاف بلوتو. كان جورج فوربس من الأوائل الذين افترضوا وجود كوكبين خلف نبتون عام 1880. يبعد الأول عن الشمس (نصف المحور الرئيسي) بمتوسط مسافة يبلغ 100 وحدة فلكية أي مئة ضعف المسافة بين الأرض والشمس. والثاني ذو نصف محور رئيسي يبلغ 300 وحدة فلكية. يُعتبر عمله مشابه لمعظم نظريات الكوكب التاسع الحديثة بفكرة أنّ هذه الكواكب مسؤولة عن تجمعات المدارات للعديد من الأجسام، وفي هذه الحالة مسافات الأوج للمذنبات المُتنبأ بوجودها مشابهة لمذنبات كوكب المشتري.
قاد اكتشاف مدار كويكب «سدنا» الغريب عام 2004 لتكهنات بأنه تصادم مع جسم فائق الكتلة مختلف عن الكواكب المعروفة. يملك سدنا مداراً مستقلاً ويبلغ الحضيض الشمسي الخاص به 76 وحدة فلكية وهذا أكبر من أن يسبب تفاعلات ثقالية مع نبتون. اقترح العديد من المؤلفون أنّ سيدنا تصادم مع كوكب غير معروف واقع في مدار بعيد ويشكل واحد من العناقيد المفتوحة التي تشكلت مع الشمس أو نجم آخر مر بالقرب من النظام الشمسي مما أدى إلى أخذ سدنا لمداره الحالي. بعد الإعلان عن اكتشاف 2012vp113 (يشكل رفقةً مع سدنا الجسمين المعروفين حتى الآن من مجموعة سيدنويد) في آذار عام 2014 بمسافة حضيض شمسي تبلغ 80 وحدة فلكية في مدار مشابه قاد إلى تجدد التكهنات بأنه ما زال هنالك كوكب يفوق الأرض بالكتلة مجهول في النظام الشمسي البعيد.
اقترح رودني غوميز في مؤتمر عام 2012 أن هنالك كوكب غير مكتشف مسؤول عن مدارات بعض من الأجسام خلف نبتون بمدارات مستقلة وقنطورات ذات نصف محور رئيسي كبير، والقنطورات هي أجرام صغيرة في النظام الشمسي تعبر مدارات الكواكب العملاقة. ستكون الكواكب المقترحة التي تملك كتلة تساوي كتلة كوكب نبتون في مدار بعيد (يبلغ 1500 وحدة فلكية)، ومنحرف مدارياً (انحرافه0.4)، ومائل (مقدار ميلانه 40 درجة). يمكن أن تسبب الكواكب التي تشبه الكوكب التاسع بحضيض شمسي للأجسام بنصف محور رئيسي أكثر من 300 وحدة فلكية لتتأرجح ويصل بعضها إلى مدارات عبور الكواكب وأخرى إلى مدارات مستقلة مثل سدنا. نُشر مقال لغوميز وسوارس وبراسير عام 2015 يتناول تفاصيل براهينهم.
في عام 2014، لاحظ عالما الفلك تشاد تروجيلو وسكوت إس شيبارد التشابهات في مدارات سدنا و 2012vp113  وأجسام أخرى وراء نبتون. اقترحا أنّ كوكباً مجهولاً بمدار غريب بين 200 ل 300 وحدة فلكية يتسبب في اضطرابات في مداراتها. ومؤخراً في عام 2015، زعم راؤول وكارلوس دي لا فوينتي ماركو أنّ كوكبين فائقين الكتلة بينهما رنين مداري كان ضرورياً لإنتاج التشابهات بين العديد من المدارات.

## فرضية باتيغن وبراون
في أوائل عام 2016، وصف باتيغن وبراون في معهد كاليفورنيا للتكنولوجيا كيف يمكن أن يشرح الكوكب التاسع المدارات المتشابهة للأجسام الستة خلف نبتون، واقترحوا مداراً محتملاً لهذا الكوكب. يمكن أن تفسر هذه الفرضية أيضاً المدارات المتعامدة للأجسام خلف نبتون مع الكواكب الداخلية في النظام الشمسي وغيرها ذات ميلانات حادة، وقُدّمت كتفسير لميل محور الشمس.

### المدار
يُفترض أن الكوكب التاسع يتبع مدارًا إهليلجيًا ويدور حول الشمس بانحراف مداري يتراوح بين 0.2 و 0.5. يقدر نصف المحور الرئيسي للكوكب بين 400 إلى 800 وحدة فلكية، أي تقريباً ما يساوي 13 إلى 26 ضعف من المسافة بين نبتون والشمس. سيستغرق هذا الكوكب حوالي 10000 إلى 20000 سنة ليتم دورة كاملة حول الشمس. زاوية ميله المتوقعة بالنسبة لمسار الشمس، أو لمستوي مدار الأرض، بين 15 و 25 درجة. الأوج الشمسي، أو أبعد نقطة عن الشمس في اتجاه كوكبة الثور، بينما الحضيض، أقرب نقطة إلى الشمس في اتجاه المناطق الجنوبية من كوكبة الحية وكوكبة الحواء وكوكبة الميزان. يعتقد براون أنه إن تأكدنا من وجود الكوكب التاسع فإن المسبار يستطيع الوصول إليه في أقل من 20 عامًا باستخدام مقلاع يكتسب سرعه عن طريق مسار حول الشمس.

### الكتلة ونصف القطر
يٌقدر أن هذا الكوكب يملك كتلة تقدر بنحو 5 إلى 10 أضعاف كتلة الأرض وضعفي إلى أربعة أضعاف نصف قطر الأرض. يعتقد براون أنه في حال وجود الكوكب التاسع، فإن كتلته كافية لإزالة الأجسام الكبيرة في مداره خلال 4.6 مليار عام، وهو عمر النظام الشمسي، وأنّ جاذبيته تسيطر على الحافة الخارجية من النظام الشمسي مما يكفي لجعله كوكباً بالمعرفات الحالية. أعلن الفلكي جان لوك مارغوت أيضاً أنّ الكوكب التاسع يفي الشروط بالمعايير التي يملكها، وهو مؤهل ليكون كوكباً في حال اكتشافه في أي وقت.

## وصلات خارجية
- The Search for Planet Nine – Blog by Brown and Batygin
- Interactive 3D visualisation of the hypothetical Planet 9 and the detached objects
- Hypothetical Planet X – NASA Planetary Science Division